# Maison bigourdane
Cet article possède un paronyme, voir Bigourdan.
La maison bigourdane est un type d'habitat dont les spécificités architecturales puisent leurs origines dans la Bigorre des XVIIIe et XIXe siècles. 

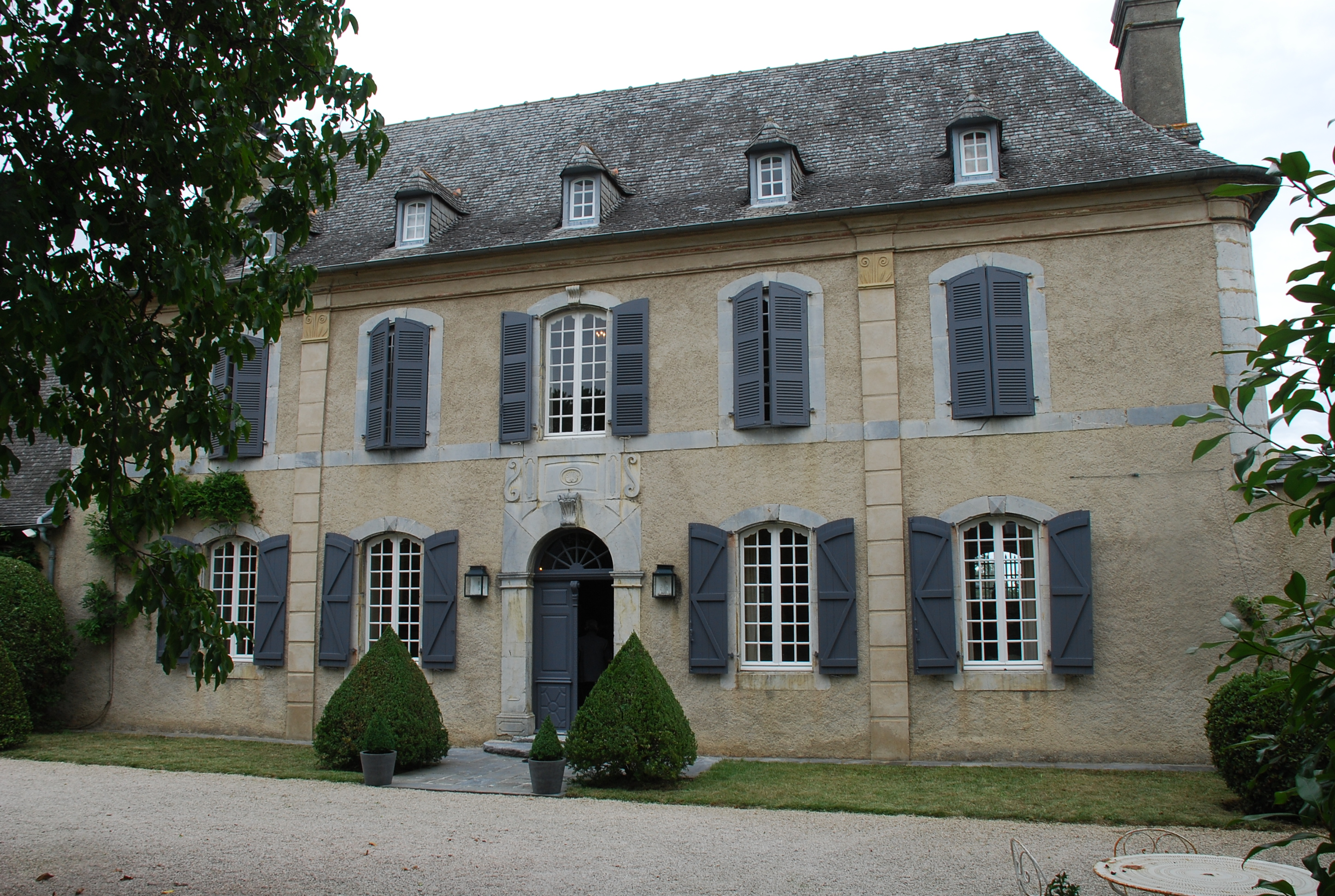
Maison classée au titre des Monuments Historiques à Azereix

## Le modèle urbain et les fermes du bas pays
De nombreuses similitudes lient, dans le bas pays, les façades des riches fermes et celles des demeures bourgeoises urbaines. Dans un contexte de polyculture céréalière et d'élevage, l'essor de l'économie rurale a permis, à partir du XVIIIe siècle, l'utilisation de matériaux plus coûteux conformes au modèle des villes.

### Des façades de type "bourgeois"
Les façades et leurs ouvertures sont d'ordonnance symétrique. Elles révèlent rarement plus d'un ou deux étages.   
Les encadrements des fenêtres et portes et, parfois, les angles muraux sont marqués par l'utilisation de la pierre grise taillée à laquelle peut s'adjoindre la brique. Ces parements font l'objet d'un soin tout particulier et les clés d'arc peuvent s'orner de gravures représentant des végétaux ou renseignant une date commémorative de construction...
Un balcon d'honneur en fer forgé peut se dresser au-dessus de l'entrée ou/et, au niveau du pignon, sur la rue. 
Le bas des façades peut être orné d'une maçonnerie décorative qui a souvent disparu.
Les façades des fermes sont édifiées perpendiculairement à la rue et orientées à l'est afin de contrer les intempéries.

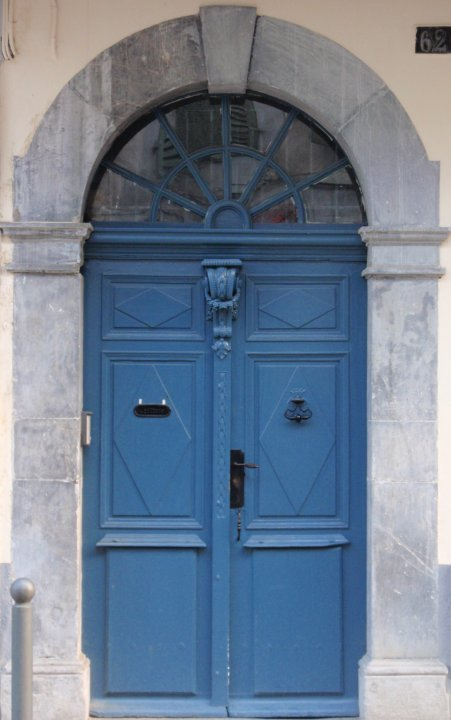
Porte d'entrée usuelle à Tarbes
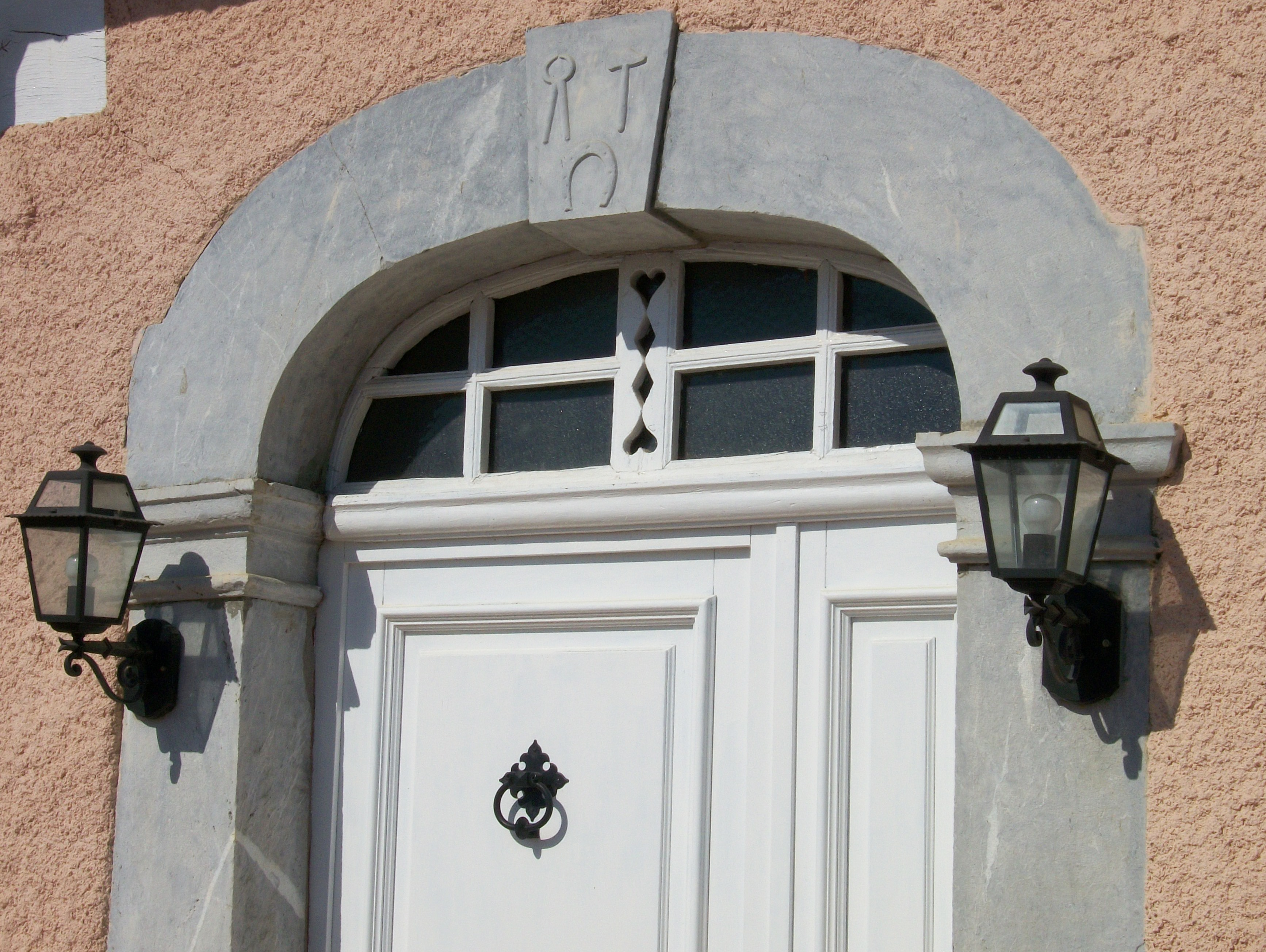
Clef d'arc renseignant le métier de l'occupant originel (maréchal-ferrant) à Visker
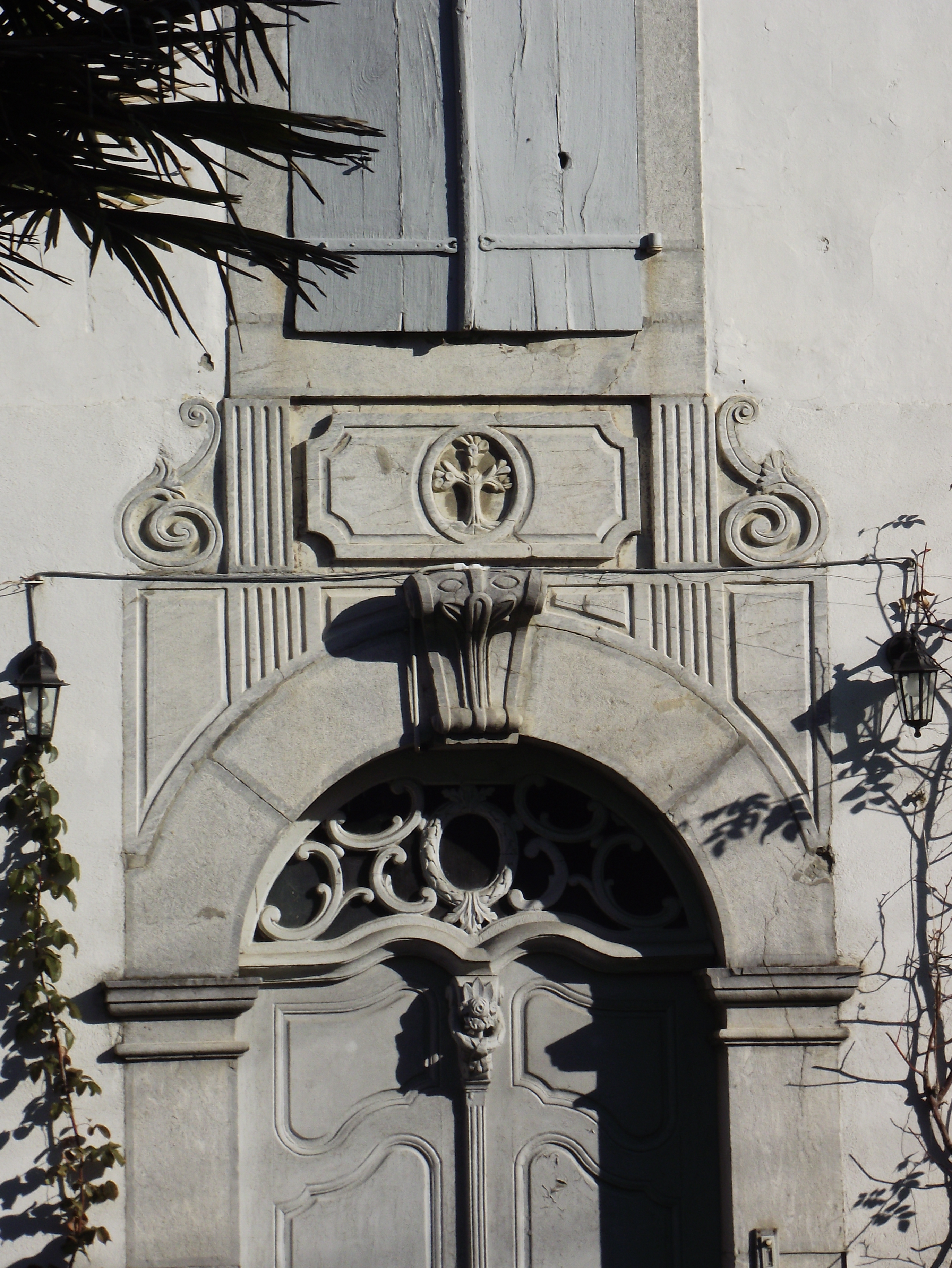
Parements cossus à Ossun

### Des toits monumentaux
La Bigorre comptant ou ayant compté de nombreux gisements, la couverture du toit se fait, le plus souvent, en ardoise.
La toiture comprend deux versants et deux croupes. La très forte pente des versants, typique des régions pluvieuses ou enneigées, s'adoucit au bas du toit.
Elle est traversée par une à deux cheminées rectangulaires.  Elles peuvent bénéficier de parements tels que la brique.
Le toit est souvent percé de lucarnes trahissant un aménagement des combles. De plus grandes ouvertures mordant sur la façade rappellent que ceux-ci pouvaient aussi être utilisés comme lieu de stockage de productions telles que la paille. Les couvertures de ces ouvertures comportent, au moins, deux versants et, parfois, une croupe pouvant être courbe. Leurs menuiseries  bénéficient, bien souvent, d'un traitement esthétique particulier.
L'ardoise peut être utilisée sur les croupes, les versants ou le long du faîtage afin de réaliser des rosaces, frises ou décors géométriques.

### Une disposition intérieure axée sur la cheminée

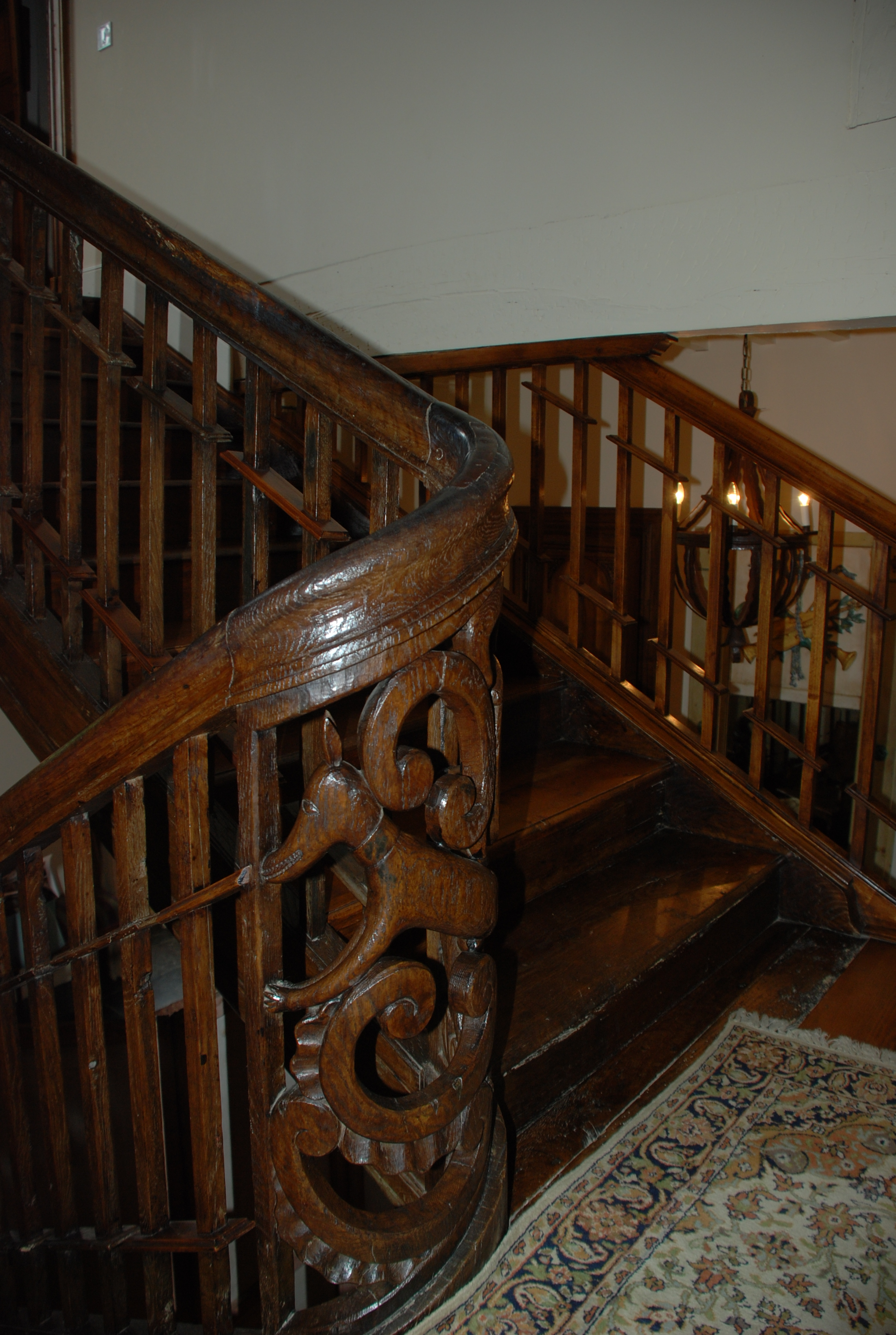
Escalier à Azereix

L'intérieur des maisons bigourdanes est marqué par l'existence d'une cheminée monumentale. Les pièces du rez-de-chaussée se distribuent en enfilade à partir de la salle commune qui l'abrite.
Les maisons à étage(s) peuvent cependant disposer d'un hall d'entrée central où trône un escalier ouvragé.

### Des portails d'entrée d'apparat
L'entrée des fermes, ou demeures disposant d'un jardin, est marquée par l'existence d'un portail monumental.
S'il est en fer, il est encadré par de piliers en pierre grise sculptés ou maçonnés. Le travail de ferronnerie est, souvent, particulièrement riche.
S'il est en bois, il peut être intégré au bâti ou disposer d'un toit indépendant le protégeant.

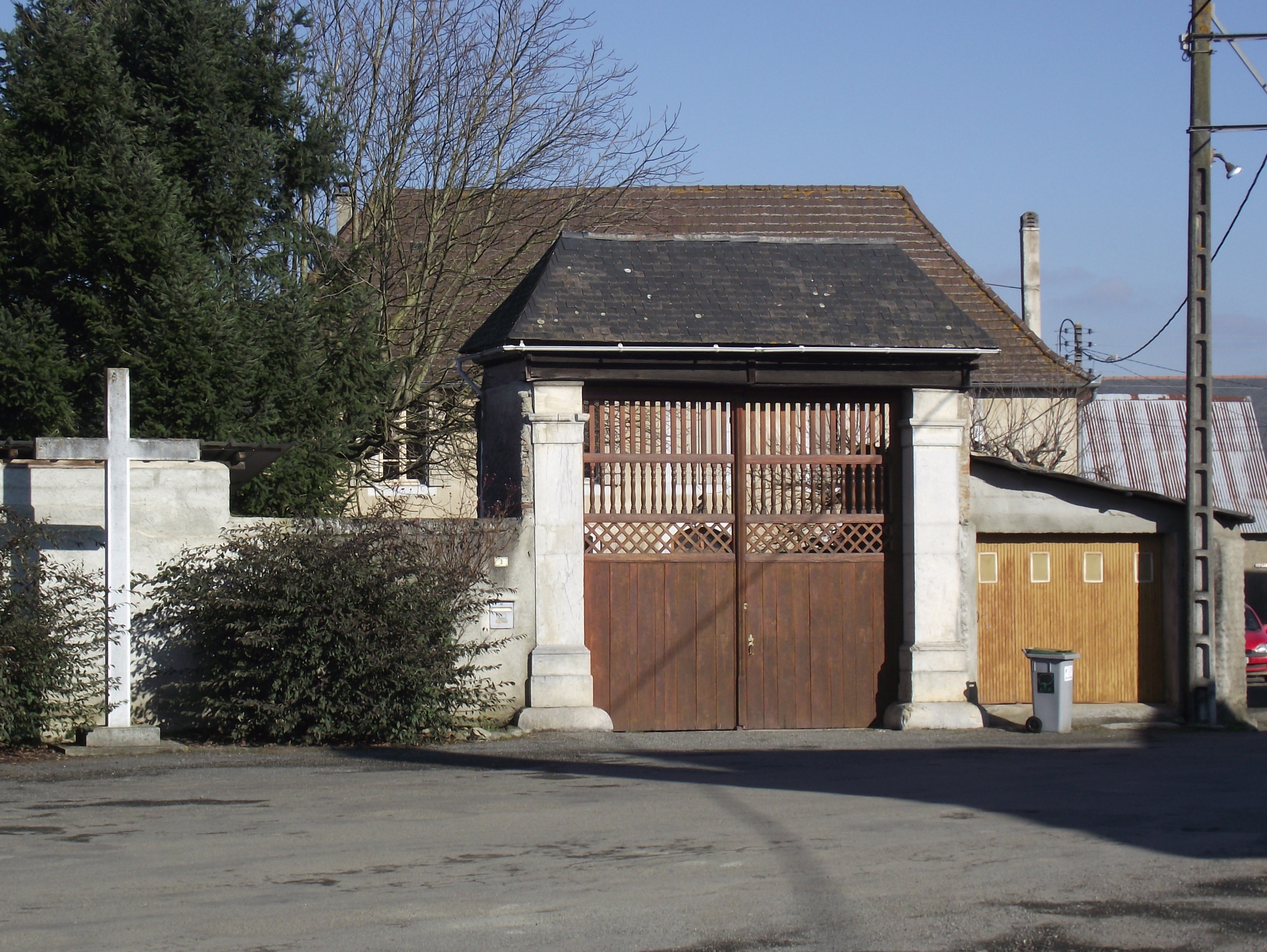
Portail monumental à Azereix
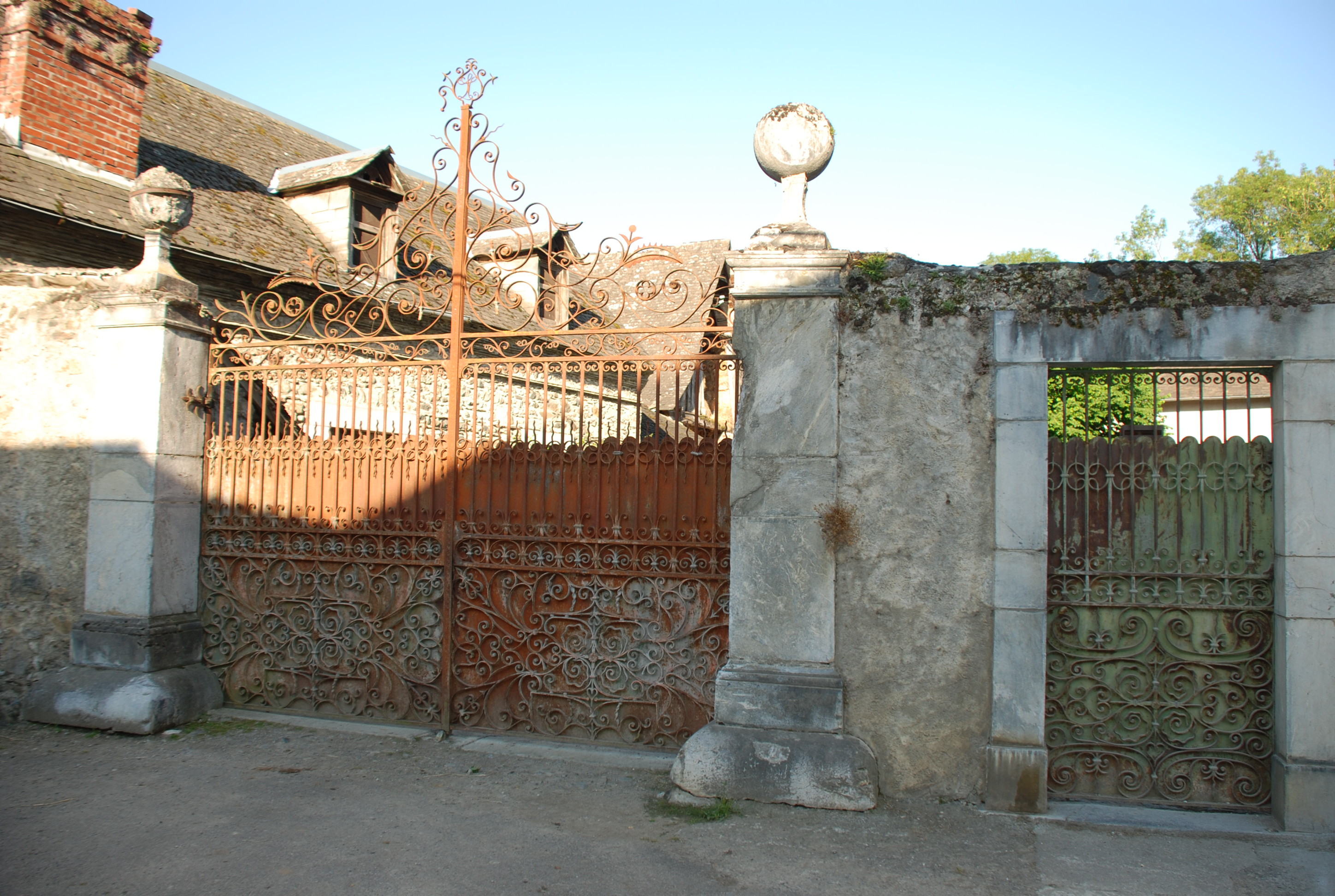
Portail monumental à Lézignan

### Des bâtiments d'élevage soignés
La porcherie et le poulailler, souvent situés l'un sous l'autre, constituent un bâtiment d'élevage auquel on apporte le plus grand soin esthétique.

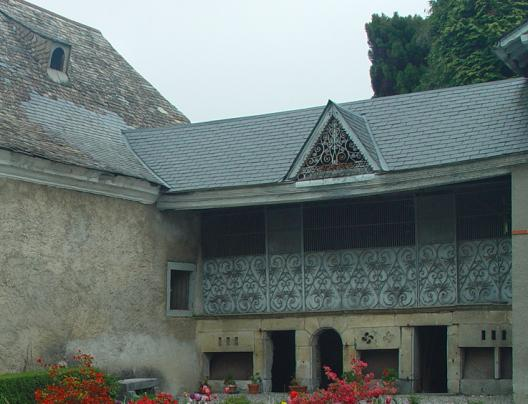
Poulailler-porcherie à Bourréac
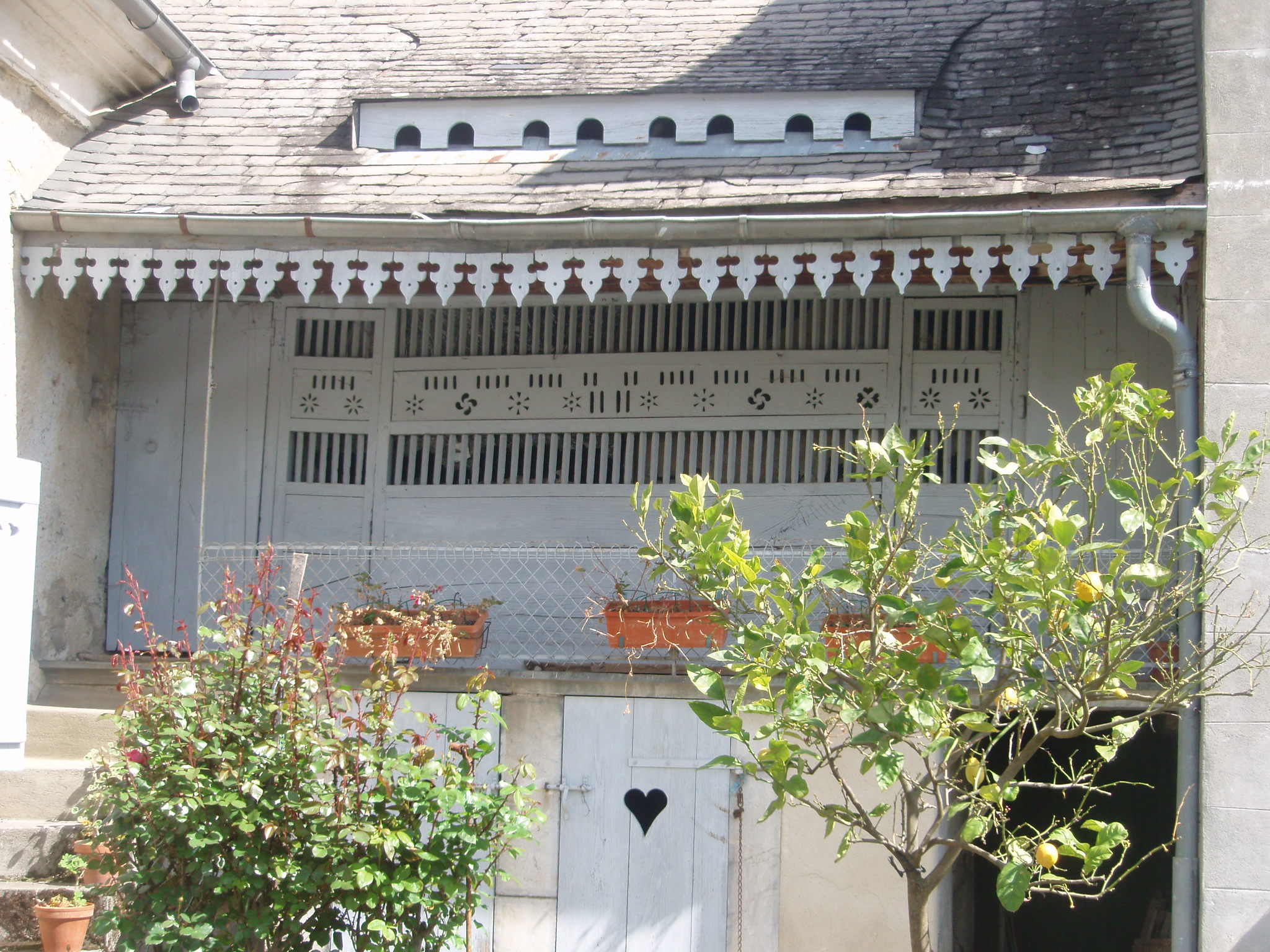
Poulailler-porcherie à Artigues

### Des motifs ornementaux récurrents
La croix basque, des cœurs, les végétaux de montagne sont des motifs répandus dans les maisons bigourdanes. Ils peuvent figurer sur les menuiseries de la cheminée, les pierrements extérieurs ou encore les poulies des puits.

## Style thermal et fermes des hautes vallées
Dans les hautes vallées pyrénéennes, tournées vers la vie pastorale, le modèle de la ferme à la cour fermée est moins présent.

### Toit et pignons "escaliers"
Le toit des maisons de conception montagnarde ne comporte souvent que deux versants. 
Leurs deux pignons rehaussés peuvent prendre l'aspect d'escaliers aux marches en ardoise. Une pierre, issue des cours d'eau avoisinants, peut trôner sur la couverture de la cheminée.
L'utilisation du chaume s'est longtemps perpétuée mais devient, aujourd'hui, exceptionnel.

### Balcons longitudinaux

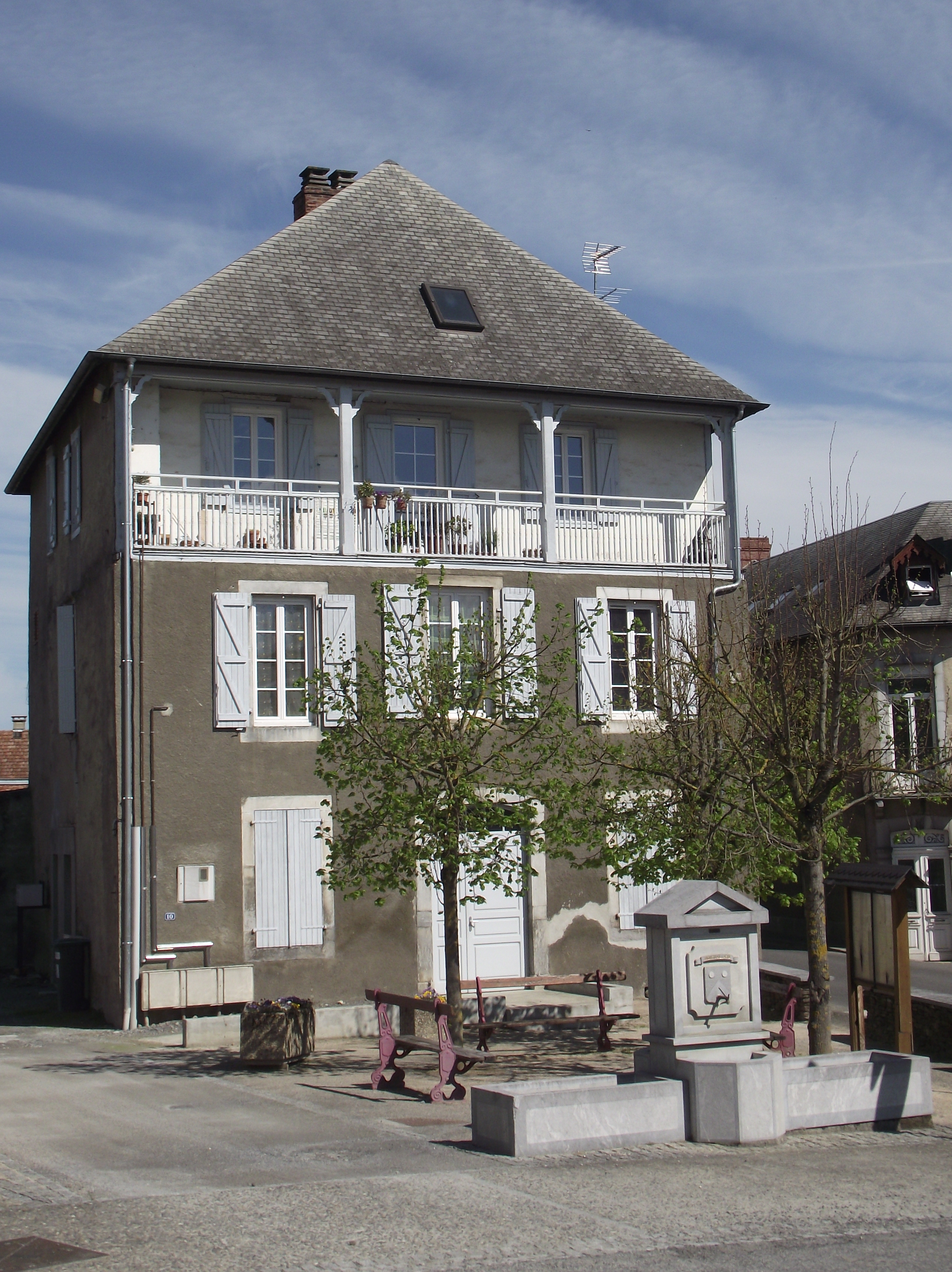
Balcon longitudinal et parements en pierre grise à Montgaillard

L'existence de galeries longeant l'entière façade relève de l'influence des villes thermales avoisinantes. Ils servirent de séchoir.

## Maison ou architecture néobigourdane
Certains constructeurs et architectes tentent de s'inspirer de cette architecture ancienne et la renouvellent. On construit ainsi, encore aujourd'hui, des maisons individuelles parées d'encadrements en pierre. Des immeubles récents sont dotés de balcons longitudinaux aux rambardes de bois peintes ou d'encadrements en béton gris. La pierre grise orne les espaces publics.

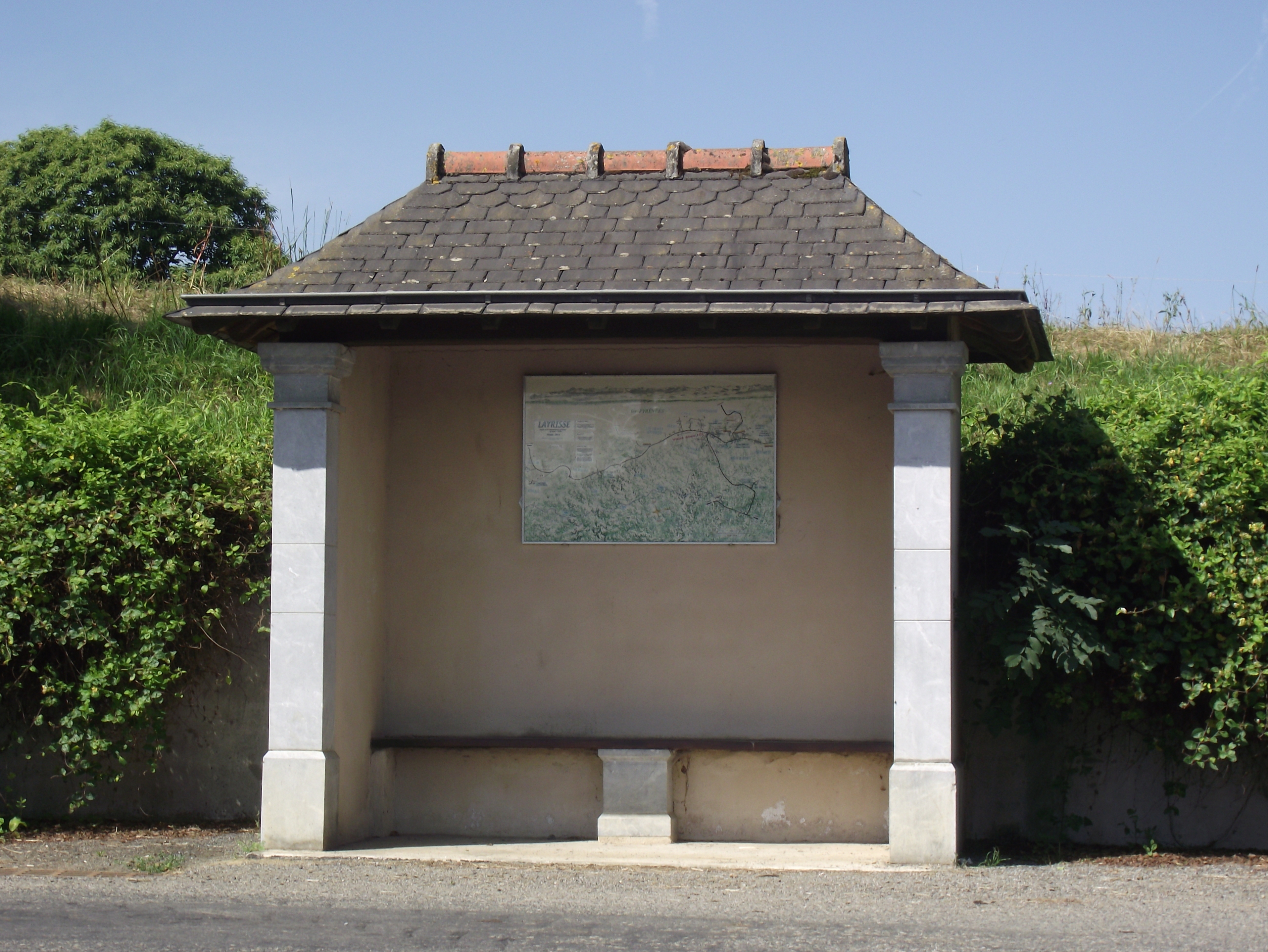
Abribus à Layrisse